# Margarete Lenz
Margarete Lenz  (geboren am 5. März 1899 als Margarete Charlotte Luise Oevel in Siegen; gestorben am 16. November 1986 in Bonn) war eine deutsche Sozialpolitikerin und Diplomatin. Margarete Oevel war in den 1920er und frühen 1930er Jahren aktives Mitglied in Kölner Frauen- und Wohlfahrtsvereinen und Förderin von zahlreichen sozialen Projekten. Unmittelbar nach der Machtergreifung der Nationalsozialisten wurde sie aus allen Vereinen und ihren ehrenamtlichen Funktionen ausgeschlossen. Ihr erster Ehemann, der promovierte Jurist Fritz Falk, wurde nach der gesellschaftlichen Ausgrenzung 1933 in den Suizid getrieben. Margarete Falk emigrierte 1934 über London in die Vereinigten Staaten. Nachdem sie dort 1939 den Ökonomen Friedrich Lenz geheiratet hatte, kehrte das Ehepaar 1940 ins Deutsche Reich zurück. Nach dem Ende des Zweiten Weltkrieges arbeitete Margarete Lenz zunächst als Vorsitzende der Spruchkammer in Garmisch-Partenkirchen und anschließend im Auswärtigen Amt. 1956 wurde sie zur Konsulin in Linz ernannt.

## Leben und Wirken
Margarete Oevel wurde am 5. März 1899 als Tochter des Kaufmanns Fritz Oevel und seiner jüdischen Ehefrau Elly, geb. Reecke in Siegen geboren. Nach Abschluss der Lyzeums in Siegen legte sie Ostern 1919 an der Realgymnasialen Studienanstalt der Luisenschule in Düsseldorf das Abitur ab. Im Sommersemester 1919 begann Margarete Oevel mit dem Studium der Nationalökonomie an der Universität Marburg und Gießen. Das Studium der Volkswirtschaft setzte sie anschließend an der Universität zu Köln fort. In Gießen promovierte sie 1922 bei dem Wirtschaftswissenschaftler Friedrich Lenz mit einer Dissertation über die Hirsch‐Dunckerschen Gewerkvereine im Siegerland, die erste Frau an der Universität Gießen im Fachbereich Wirtschafts- und Sozialwissenschaften. Anschließend nahm sie ihre Tätigkeit bei der Charlottenhütte und später bei der statistische Abteilung der Vereinigten Stahlwerke, Abteilung Köln auf.
Ab Mitte der 1920er Jahre engagierte sich Grete Oevel in Köln für die sozialen Belange, insbesondere von Frauen. 1927 wurde sie als ehrenamtliche Geschäftsführerin des von Else Falk geleiteten Stadtverbandes Kölner Frauenvereine gewählt. Im gleichen Jahr übernahm Grete Oevel die Leitung im Paritätischen Wohlfahrtsverband, einem Zusammenschluss von 21 parteipolitisch und konfessionell unabhängigen Organisationen der freien Wohlfahrtspflege und von karitativen Vereinen der bürgerlichen Frauenbewegung. Seit 1927 redigierte sie das von Else Falk und Alice Neven DuMont herausgegebene Nachrichtenblatt des Stadtverbandes Kölner Frauenvereine, das als Wochenbeilage im Kölner Stadt-Anzeiger regelmäßig über frauenspezifische Themen und Veranstaltungen informierte. Sie gehörte 1928 zu den Initiatorinnen und Unterzeichnerinnen der gemeinsamen Eingabe verschiedener Kölner Frauenvereine an den Kölner Oberbürgermeister Konrad Adenauer und die Kölner Stadtverordnetenversammlung gegen den Abbau von Sozialausgaben. Ende der 1920er Jahre unterstützte sie in Köln die von Else Falk initiierten Gaststätten ohne Alkohol, um die Folgen des zunehmenden Alkoholkonsums zu bekämpfen. 1928 vertrat sie den Stadtverband bei der Organisation der Internationalen Ausstellung zum Zeitungs- und Informationswesen Pressa und wurde zur Geschäftsführerin des Deutschen Frauenkongresses gewählt.
Grete Oevel gehörte zu den Gründungsmitgliedern der Kölner Gruppe des Künstlerinnenvereins GEDOK. Im Rundfunk (WERAG) gestaltete sie Anfang der 1930er Jahre in der von Marie-Theres van den Wyenbergh konzipierten Sendung Frauenstunde Programmbeiträge zu sozialen Themen und aktuellen Frauenthemen.
Am 10. August 1932 heiratete sie in Köln den Sohn von Else und Bernhard Falk, den promovierten Juristen Fritz Falk.
Nach der Machtergreifung der Nationalsozialisten wurde das Ehepaar Falk zunehmend gesellschaftlich ausgegrenzt. Im März 1933 musste Grete Falk, wie alle jüdischen Vereinsmitglieder, sämtliche Mitgliedschaften und Ämter aufgeben. Ihrem Mann wurde mit dem Gesetz über die Zulassung zur Rechtsanwaltschaft vom April 1933 die Anwaltszulassung entzogen. Ausgegrenzt und gedemütigt beging Fritz Falk am 11. September 1933 in Düsseldorf-Gerresheim Selbstmord.
Grete Falk verließ mit Hilfe der Quäker das Deutsche Reich. In London arbeitete sie im Flüchtlingsbüro des Committees for German Refuges englischen Quäker. 1934 emigrierte sie in die Vereinigten Staaten. Nach Angaben des Immigration and Naturalization Service kam sie auf Einladung von Ludwig Bernstein, dem Executive Director der University of Pittsburgh, am 29. Juni 1934 in die Vereinigten Staaten. Hier übernahm sie in der Federation of Social Agencies die stellvertretende Leitung einer Studie über die soziale Situation von 20.000 Haushalten in der Stadt Pittsburgh. Im Herbst 1935 ging sie nach Washington, nachdem sie am 5. April 1935 die amerikanische Staatsbürgerschaft beantragt hatte, die ihr am 7. Mai 1940 verliehen wurde. In Washington arbeitete sie für den United States Public Health Service (USPHS). Für die staatliche Organisation erforschte sie 1935 den Zusammenhang zwischen chronischen Krankheiten und sozialen Notlagen. Seit April 1936 arbeitete sie als Director of Research beim USPHS. Während ihrer Zeit in Amerika hielt sie engen Kontakt zu der Sozialwissenschaftlerin Hertha Kraus, die sie aus Köln kannte und die am Bryn Mawr College unterrichtete.
Max Adenauer besuchte sie 1936 mehrfach bei seinen Aufenthalten in den Vereinigten Staaten. 1938 arbeitete sie für das Department of Research for Council of Social Agencies als Seminarleiterin für Sozialarbeiter des YMCA.  In Washington traf sie ihren Gießener Doktorvater Friedrich Lenz wieder, der seit Oktober 1938 zu einem Studienaufenthalt in Amerika weilte. Er schrieb sich an der American University ein und machte 1940 seinen Studienabschluss (MA). Am 18. März 1939 heirateten Margarete Falk und Friedrich Lenz. Im Oktober 1940 kehrte Margarete Lenz über Japan und die Sowjetunion ins Deutsche Reich zurück, da für Friedrich Lenz in den Vereinigten Staaten das Besuchervisum nicht verlängert wurde.
Über die Zeit in Berlin bis zum Ende des Zweiten Weltkrieges liegen nur wenige biografische Informationen vor. Am 24. November 1946 berichtete Margerete Lenz in einem Brief an Hertha Kraus, dass sie und ihr Mann nach der Rückkehr nach Berlin im Kontakt mit Mildred und Arvid Harnack, einem ehemaligen Schüler von Friedrich Lenz, standen. Nach eigenen Angaben hat Margarete Lenz gemeinsam mit ihrem Ehemann von 1941 bis Sommer 1944 für den Legationsrat Adam von Trott zu Solz gearbeitet, indem sie für ihn englische Literatur recherchierte und analysierte. Das Ehepaar arbeitete unter anderem auch an Plänen für einen politischen Neuanfang nach dem Sturz des nationalsozialistischen Systems. Nachdem die Wohnung der Familie in Berlin ausgebombt wurde, flüchteten sie nach Grainau.
Unmittelbar nach dem Ende des Zweiten Weltkrieges arbeitete Margarete Lenz als Dolmetscherin und in der Flüchtlingsfürsorge in Grainau. In Garmisch-Partenkirchen war sie ab Oktober 1945 als Treuhänderin für die amerikanische Militärregierung und von November 1945 bis April 1947 im Amt für Wiedergutmachung tätig.  Im Juni 1946 wurde sie als Vorsitzende der Spruchkammer Garmisch-Partenkirchen berufen. Sie war die erste Frau, die in Bayern dieses Amt bekleidete.  Sie engagierte sich im Süddeutschen Frauenarbeitskreis und setzte sich für ein größeres Mitspracherecht für Frauen in städtischen und staatlichen Gremien ein. Im August 1948 ging sie an die Universität Berlin und leitete die Abteilung Sozialwesen am Institut für Sozial- und Versicherungswirtschaft unter Ernst Schellenberg. Bevor sie im April 1949 die Leitung der Statistischen Abteilung beim Meinungsforschungsinstitut EMNID übernahm, absolvierte sie eine mehrmonatige Weiterbildung in Manchester.
Am 16. September 1950 erhielt sie eine Anstellung im Bundeskanzleramt, Dienststelle für Auswärtige Angelegenheiten, nachdem ihrem Wunsch nach einer Abordnung zum Internationalen Arbeitsamt in Genf nicht entsprochen werden konnte. Sie übernahm die Leitung des Referates für internationales Sozialrecht und Sozialpolitik. Seit Januar 1952 war sie als Legationsrätin 1. Klasse an der Ausarbeitung von sozialpolitischen Abkommen beteiligt, unter anderem 1953 an der Vereinbarung zwischen der Bundesrepublik Deutschland und der Schweizer Eidgenossenschaft über die Fürsorge für Hilfsbedürftige. In den 1950er Jahren wurde sie in den Beirat der Gesellschaft für sozialen Fortschritt gewählt. Im Juli 1954 erfolgte ihre Verbeamtung auf Lebenszeit.
Im Mai 1956 wurde sie nach Linz als Leiterin des Konsulats berufen, welches am 14. August 1956 in der Villa Bergschlösselgasse 7 eröffnet wurde. Nach Margarethe Sztollar-Gröwel und Margarethe Bittner war sie die dritte deutsche Konsulin. Die diplomatische Stellung als Konsulin behielt sie bis Sommer 1962 inne. Im März 1963 wurde sie in den Ruhestand versetzt. Die letzten Lebensjahre verbrachte Margarete Lenz bis zu ihrem Tod am 16. November 1986 in Bonn.

## Ehrungen
Am 1. Juli 1976 wurde Margarete Lenz für ihre Lebensleistung und soziales Engagement das Verdienstkreuz am Bande des Verdienstordens der Bundesrepublik Deutschland verliehen.

## Schriften
- Margarete Lenz-Oevel: Von der Frauenpolitik zur internationalen Sozialpolitik. In: Ursula Müller, Christiane Scheidemann (Hrsg.): Gewandt, geschickt und abgesandt. Frauen im Diplomatischen Dienst. München, Olzog 2000, S. 201–206